# Abdon (miasto biblijne)
Abdon (hebr. עבדון) – miasto biblijne, należące do pokolenia Asera. Abdon utożsamiany jest z Abde, zlokalizowanym około 18 km na południowy wschód od Akki. Niektóre źródła, powołując się na Księgę Jozuego (Joz 21,30) i 1 Księgę Kronik (1 Krn 6,74) w przekładzie synodalnym, zaliczają Abdon do miast ucieczki.